# Roodlelhoningeter
De roodlelhoningeter (Anthochaera carunculata) is een zangvogel uit de familie Meliphagidae (honingeters).

## Verspreiding en leefgebied
Deze soort is endemisch in Australië en telt drie ondersoorten:
- A. c. carunculata: zuidoostelijk Australië.
- A. c. clelandi: Kangaroo Island  (nabij zuidelijk Australië).
- A. c. woodwardi: zuidwestelijk en het zuidelijke deel van Centraal-Australië.

## Status
De grootte van de populatie is niet gekwantificeerd maar de soort wordt omschreven als algemeen. Op de Rode lijst van de IUCN heeft deze soort de status niet bedreigd.

## Trivia
Drs. P heeft een lied gewijd aan deze vogel.